# Tales from Topographic Oceans
Tales from Topographic Oceans este al șaselea album de studio al trupei britanice de rock progresiv, Yes. Este un dublu album lansat prin Atlantic Records inițial în decembrie 1973 iar în ianuarie 1974 în America de Nord. 

## Tracklist

### Disc 1
1. "The Revealing Science of God (Dance of the Dawn)" (Anderson/Howe) (20:25)
2. "The Remembering (High the Memory)" (Anderson/Howe) (20:38)

### Disc 2
1. "The Ancient (Giants under the Sun)" (Anderson/Howe) (18:35)
2. "Ritual (Nous sommes du soleil)" (Anderson/Howe) (21:37)

- Toată muzica a fost compusă de Anderson/Howe/Squire/Wakeman/White.

## Componență
- Jon Anderson - solist vocal, timpan, harpă, tamburină
- Steve Howe - chitare, timpan, voce
- Chris Squire - bas, timpan, voce
- Rick Wakeman - mellotron, mini-moog, orgă Hammond, pian
- Alan White - tobe, percuție